# Les Pieds Nickelés
Les Pieds Nickelés è una serie a fumetti francese creata da Louis Forton esordita il 4 giugno 1908 sulla rivista L'Épatant, pubblicata dalla Société Parisienne d'Édition. Viene considerato il primo esempio di fumetto francese moderno oltre che uno dei più duraturi. Dopo Forton, considerato uno dei padri del fumetto francese, la serie venne continuata da altri autori, soprattutto da René Pellos. Il titolo originale, traducibile come "piedi di nickel", è una espressione dialettale per indicare gli scansafatiche.

## Trama
I protagonisti sono tre personaggi chiamati Croquignol, Filochard e Ribouldingue, tre fratelli dal cuore buono ma allo stesso tempo indecenti e truffatori; tre simpatici imbroglioni totalmente privi di scrupoli, si dimostrano sin dall'inizio anarchici e del tutto insofferenti delle regole e dell'autorità; inizialmente si scontrano spesso con la polizia in varie avventure in cui raramente hanno la meglio. A poco a poco, man mano che il fumetto diventava sempre più popolare, i Pied-Nickelés hanno ampliato la portata, la complessità e l'audacia. Nel corso del tempo, sono visti scontrarsi con l'élite del loro tempo, come il Presidente della Francia, il Re d'Inghilterra e il Kaiser della Germania. Non mancano critiche verso governo, istituzioni, personalità ed esponenti politici francesi, sempre indicati con nome e cognome. Nel 1911 i tre barboni diventano prima deputati e poi ministri, spodestando il presidente della Repubblica Armand Fallières e governando il paese. Dieci anni dopo sono negli Stati Uniti, dove hanno a che fare con il proibizionismo, Hollywood e la segregazione razziale.
Durante la prima guerra mondiale, le personalità del Pied-Nickelés prendono una nuova svolta. Essi incarnano i valori francesi di ingegnosità e intraprendenza conosciuti come "Sistema D". Operando dietro le linee nemiche sotto molteplici forme, essi imbrogliano costantemente i "Boches" (soprannome francese per i tedeschi), raffigurati come zoticoni senza alcuna finezza e facilmente ingannabili.

## Storia editoriale
La serie esordì sul nono numero della rivista Épatant il 4 giugno 1908. La serie venne originariamente disegnata senza fumetti ma con didascalie inserite sotto le vignette. Forton, per poter infine impiegare i ballon, comuni nei fumetti americani, si dovette imporre con i redattori per usare veri fumetti. Dopo la morte di Forton nel 1934, la serie venne continuata da Aristide Perré e Albert Badert; anche se il successo ritornò solo con René Pellos che la realizzerà dal 1948 al 1981. I successivi autori hanno poi introdotto modifiche ed evoluto la serie in nuove direzioni.

## Altri media
- Dal 1917 al 1918 vennero realizzati da Émile Cohl cinque cortometraggi animati prodotti da Société Éclair.[5]

## Cronologia degli autori
Louis Forton nel 1934 decise di concentrarsi su altri progetti e la serie venne proseguita da altri:
- Louis Forton (1908-1934)
- Louis Tybalt temporaneamente subentrato durante la prima guerra mondiale.
- Aristide Perré (1936-1938)
- Badert (1940)
- René Pellos (1948-1981) con Roland de Montaubert come principale autore
- Pierre Lacroix (1953-1954)
- Jacarbo (1982-1983) e Serge Saint-Michel (1954-1984)
- Jicka (1984-1988)
- Laval, Claderes, Gen-Clo (1988)

Dal 1991 venne realizzata una nuova serie.
- Michel Rodrigue (1991-1992) - Les nouvelles aventures des Pieds Nickelés (Studio Cadero - Vents d'Ouest)
- Juillard (1999) - Le dernier chapitre (Tome 3) Les Pieds Nickelés : demain sera un autre jour (Dargaud)
- Trap et Stéphane Oiry (2009) - La Nouvelle Bande des Pieds nickelés (Delcourt)
- Un ouvrage collectif (2010) - Les Nouveaux Pieds nickelés (Onapratut)
- Philippe Riche (2011) (Vents d'Ouest - Georges Ventillard)
- Richard Malka, Ptiluc et Luz (2011) (Vents d'Ouest - Georges Ventillard)
- Corteggiani et Herlé (2012) (éditions de l'Opportun)
- Gérald Forton et Julien Moca (2013) (l'àpart éditions)
- Tiberi JP (testi) e Bévé (disegni) - éditions Regards (Les Pieds Nickelés à Manounouland - 2014)
- Tiberi JP (testi) e Bévé (disegni) - éditions Regards (Les Pieds Nickelés et le mystère du crâne de cristal - 2015)
- Tiberi JP (testi) e Bévé (disegni) - éditions Regards (Les Pieds Nickelés - Aventures dans les îles - 2016)
- Tiberi JP (testi) e Bévé (disegni) - éditions Regards (Les pieds Nickelés - Comminges... Nous voilà ! - 2017)

## Galleria d'immagini

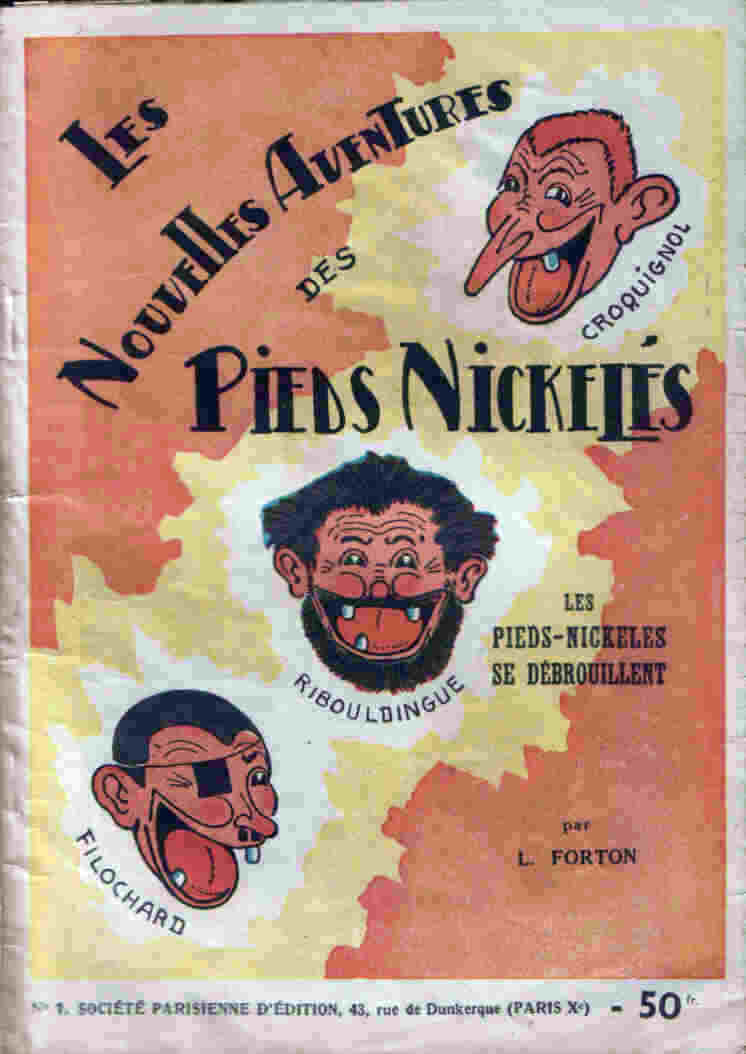
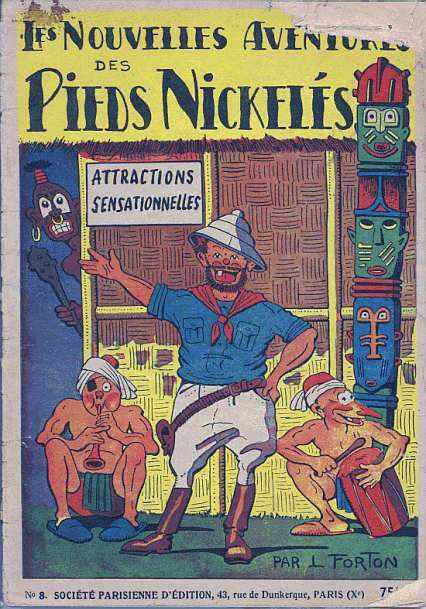
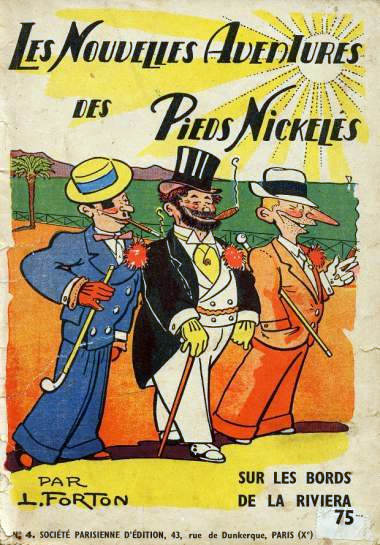
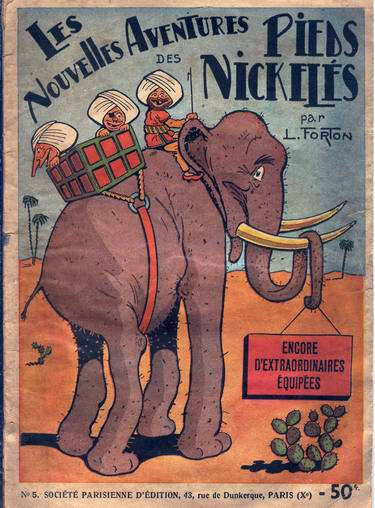

## Volumi antologici
Serie di volumi antologici editi dalla Société Parisienne d'Édition
Periodo 1929-1940
1. Les Pieds nickelés se débrouillent
2. Toujours de nouveaux exploits
3. Ollé ! Ollé ! Soyons gais !
4. Sur les bords de la Riviera
5. Encore d'extraordinaires équipées
6. L'Audace des Pieds nickelés
7. Les Pieds nickelés en Amérique
8. Attractions sensationnelles
9. Les Pieds nickelés ont le filon
10. La vie est belle
11. Faut pas s'en faire
12. Dans le maquis
13. Les Pieds nickelés ont la guigne !
14. Les Pieds nickelés chez les gangsters
15. Les Pieds nickelés s'évadent
16. Les Pieds nickelés rois du caoutchouc
17. Les Pieds nickelés sous les eaux
18. Les Pieds nickelés radio-reporters
19. Les Pieds nickelés prince d'Orient

Periodo 1946-1988
1. Les Pieds nickelés se débrouillent
2. Des exploits formidables
3. Ollé ! Ollé! Soyons gais!
4. Sur les bords de la Riviera
5. Encore d'extraordinaires équipées
6. L'Audace des Pieds nickelés
7. Les Pieds nickelés en Amérique
8. Attractions sensationnelles
9. Les Pieds nickelés sont irrésistibles
10. La vie est belle
11. Les Pieds nickelés ont la belle vie
12. Les Pieds nickelés font fortune
13. Les Pieds nickelés sportifs
14. Les Pieds nickelés dans le maquis
15. Les Pieds nickelés au Colorado
16. Les Pieds nickelés soldats
17. Les Pieds nickelés as du contre-espionnage
18. Les Pieds nickelés au lycée
19. Les Pieds nickelés chercheurs d'or
20. Le Triomphe des Pieds nickelés
21. Les Pieds nickelés industriels
22. Le Trésor des Pieds nickelés
23. Le Rêve des Pieds nickelés
24. Les Pieds nickelés et le Parfum sans nom
25. Les Pieds nickelés et le Ratascaphe
26. Les Pieds nickelés s'évadent
27. Les Pieds nickelés en Angleterre
28. Les Pieds nickelés footballeurs
29. Les Pieds nickelés au Tour de France
30. Les Pieds nickelés en pleine bagarre
31. Les Pieds nickelés à Chicago
32. Les Pieds nickelés contre les gangsters (Les Pieds nickelés détectives privés)
33. Les Pieds nickelés courent la Panasiatique
34. Les Pieds nickelés font boum
35. Les Pieds nickelés en pleine Corrida
36. Les Pieds nickelés aux Jeux olympiques
37. Les Pieds nickelés rois du pétrole
38. Les Pieds nickelés ne veulent pas se faire rouler
39. Les Pieds nickelés super-champions de la pêche
40. Les Pieds nickelés et leur fusée atomique
41. Les Pieds nickelés trappeurs
42. Les Pieds nickelés chez les réducteurs de tête
43. Les Pieds nickelés aux pays des Incas
44. Les Pieds nickelés cinéastes, douaniers, pharmaciens
45. Les Pieds nickelés policiers de la route
46. Les Pieds nickelés diseurs de bonne aventure
47. Les Pieds nickelés au pays des pharaons
48. Les Pieds nickelés et leur soupière volante
49. Les Pieds nickelés journalistes
50. Les Pieds nickelés organisateurs de voyage
51. Les Pieds nickelés sur Bêta 2
52. Les Pieds nickelés tiennent le succès
53. Les Pieds nickelés en plein suspense
54. Les Pieds nickelés agents secrets
55. Les Pieds nickelés sur les trétaux
56. Les Pieds nickelés ministres
57. Les Pieds nickelés voyagent
58. Les Pieds nickelés font du cinéma
59. Les Pieds nickelés contre Croquenot
60. Les Pieds nickelés dans le cambouis
61. Les Pieds nickelés dans l'immobilier
62. Les Pieds nickelés à l'ORTF
63. Les Pieds nickelés campeurs
64. Les Pieds nickelés aux sports d'hiver
65. Les Pieds nickelés se blanchissent
66. Les Pieds nickelés et le contrôle des changes
67. Les Pieds nickelés contre les Pieds nickelés
68. Les Pieds nickelés organisateurs de safaris
69. Les Pieds nickelés cambrioleurs
70. Les Pieds nickelés esthéticiens
71. Les Pieds nickelés hippies
72. Les Pieds nickelés contre les fantômes
73. Les Pieds nickelés sur la route du pétrole
74. Les Pieds nickelés et l'Opération congélation
75. Les Pieds nickelés percepteurs
76. Les Pieds nickelés chez Zigomar II
77. Les Pieds nickelés cascadeurs
78. Les P.N et leur fils adoptif
79. Les Pieds nickelés contre les kidnappeurs (réed. du #30)
80. Les Pieds nickelés artisans
81. Les Pieds nickelés justiciers
82. Les Pieds nickelés vétérinaires
83. Les Pieds nickelés à Hollywood
84. Les Pieds nickelés sous-mariniers
85. Les Pieds nickelés gens du voyage
86. Les Pieds nickelés dans le harem
87. Les Pieds nickelés et l'Énergie
88. Les Pieds nickelés sont honnêtes
89. Les Pieds nickelés producteurs
90. Les Pieds nickelés préhistoriens
91. Les Pieds nickelés aux grandes manœuvres
92. Les Pieds nickelés en Guyane
93. Les Pieds nickelés rempilent
94. Les Pieds nickelés à l'Opéra
95. Les Pieds nickelés s'expatrient
96. Les Pieds nickelés en Afrique
97. Les Pieds nickelés réforment
98. Le Casse des Pieds nickelés
99. Les Pieds nickelés profitent des vacances
100. Les Pieds nickelés sportifs
101. Les Pieds nickelés ont de la chance
102. Les Pieds nickelés filoutent
103. Les Pieds nickelés jouent et gagnent
104. Les Pieds nickelés pompiers
105. Les Pieds nickelés au cirque
106. Les Pieds nickelés contre Cognedur
107. Les Pieds nickelés en Auvergne
108. Les Pieds nickelés en Périgord
109. Les Pieds nickelés dans le Grand Nord
110. Les Pieds nickelés Européens
111. Les Pieds nickelés capteurs d'énergie
112. Les Pieds nickelés et le Chanvre berrichon
113. Les Pieds nickelés et le Raid Paris-Tombouctou
114. Les Pieds nickelés banquiers
115. Les Pieds nickelés marins-pêcheurs
116. Les Pieds nickelés vulcanologues
117. Les Pieds nickelés à la Une
118. Les Pieds nickelés toubibs de nuit
119. Les Pieds nickelés et les Loubards
120. Les Pieds nickelés contre la pollution
121. Les Pieds nickelés en voient de toutes les couleurs
122. Les Diamants de l'empereur
123. Les Pieds nickelés sculpteurs
124. Les Pieds nickelés ont de la réserve
125. Les Pieds nickelés et la Dame de fer
126. Les Pieds nickelés font la fête